# یواس‌اس ویکتوری (۱۸۶۳)
یواس‌اس ویکتوری (۱۸۶۳) (به انگلیسی: USS Victory (1863)) یک کشتی بود که طول آن ۱۵۷ فوت (۴۸ متر) بود. این کشتی در سال ۱۸۶۳ ساخته شد.